# 고쇼지 (우치코정)

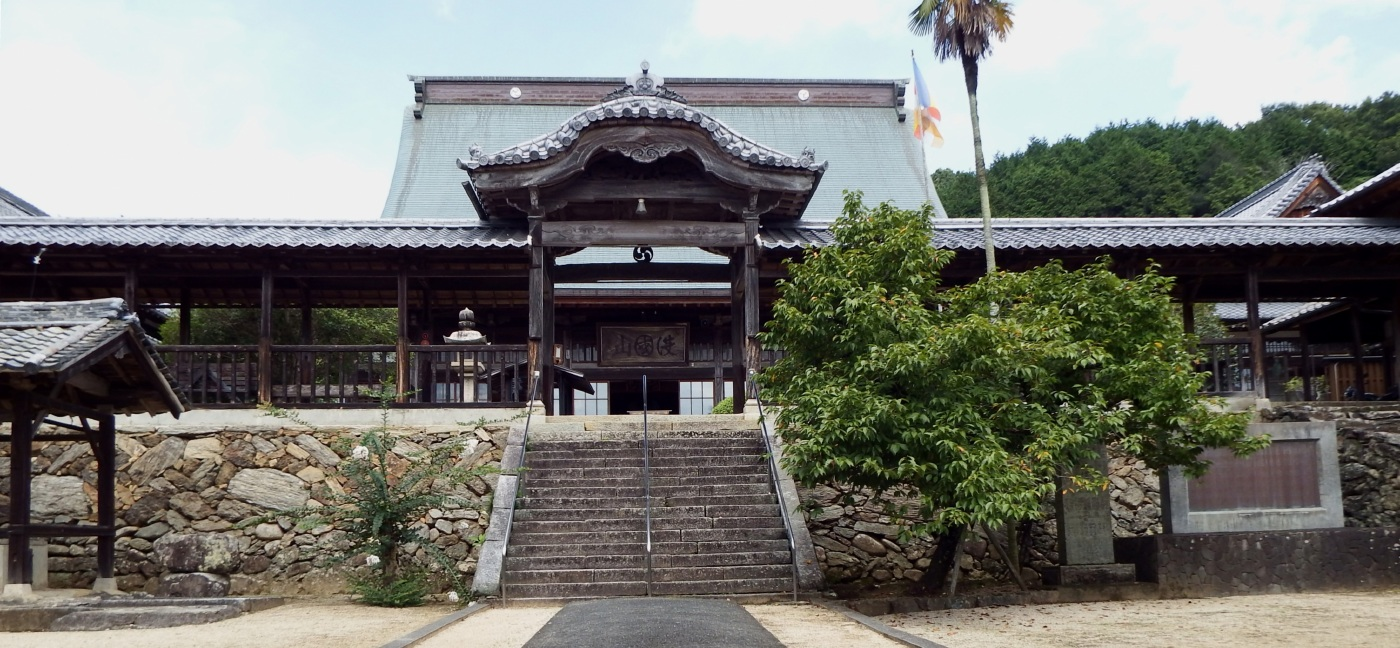
우치코자 외관

고쇼지(高昌寺)는 일본 에히메현 기타군 우치코정에 위치한 사원이다. 중요 전통적 건조물군 보존지구 요카이치 호국 상단에 있다.